# Elena Ionceva
Elena Nikolova Ionceva (în bulgară: Елена Николова Йончева, n. 27 mai 1964, Sofia, Republica Populară Bulgaria) este o jurnalistă independentă bulgară, fostă angajată a Televiziunii Naționale Bulgare, specializată în reportaje și documentare din zonele de conflict.

## Viața personală
Elena Ionceva a avut o relație de lungă durată (1994-2009) cu Serghei Stanișev, fost prim-ministru al Bulgariei între 2005 și 2009.

## Premii
În 2013, Elenei Ionceva i s-a acordat Premiul pentru Jurnalism în Televiziune „Sveti Vlas” (în bulgară Награди за телевизионна журналистика „Св. Влас”) pentru documentarul „Siria: Rebelii din Alep” (în bulgară „Сирия: Бунтовниците от Алепо”).